# Listă de comitate din statul Ohio

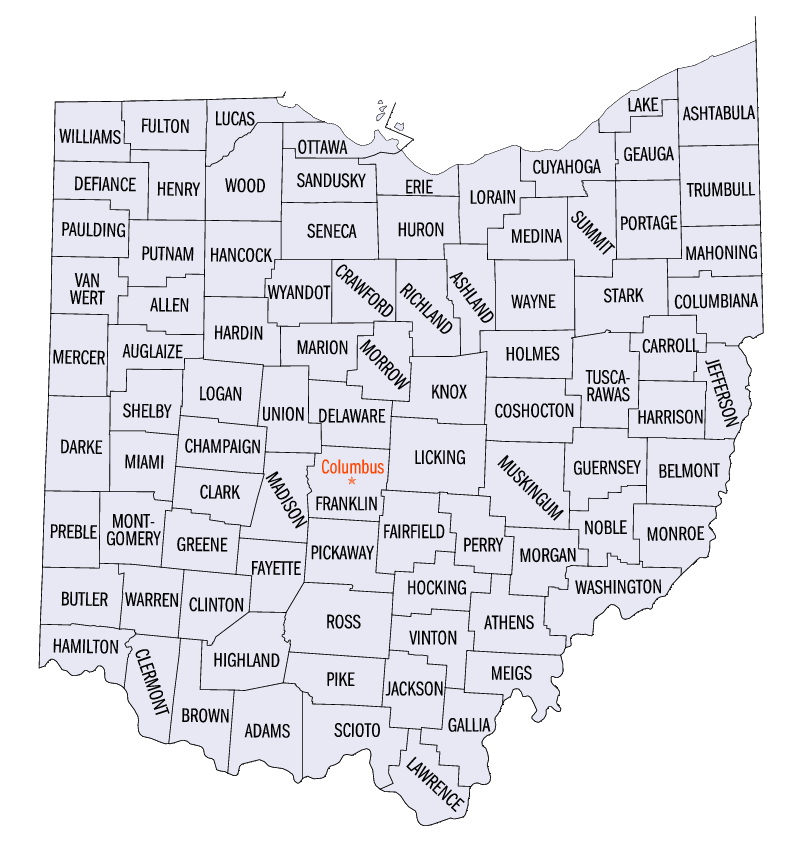
Comitatele statului, SUA.

- Această pagină este o listă a celor 88 de comitate ale statului Ohio. Sediile comitatelor sunt indicate după numele comitatului.

În statul Ohio există mai multe subdiviviuni administrative ale statului. Pentru
- Comitate, consultați Listă de comitate din statul Ohio,
- Orașe (Cities), consultați Listă de orașe din statul Ohio,
- Sate (Villages), consultați Listă de sate din statul Ohio,
- Districte (Civil townships), consultați Listă de districte din statul Ohio,
- Locuri desemnate pentru recensământ, cunoscute ca CDPs, consultați Listă de comunități desemnate pentru recensământ din Ohio,
- Localități neîncorporate (Unincorporated ares), consultați Listă de localități neîncorporate din statul Ohio

| Comitatul  | Populația 1 iulie 2007 | Sediul                 | Populația 1 iulie 2007 |
| ---------- | ---------------------- | ---------------------- | ---------------------- |
| Adams      | 28.160                 | West Union             | 3.081                  |
| Allen      | 105.233                | Lima                   | 37.936                 |
| Ashland    | 54.902                 | Ashland                | 21.829                 |
| Ashtabulla | 101.141                | Jefferson              | 3.437                  |
| Athens     | 63.275                 | Athens                 | 21.909                 |
| Auglaize   | 46.429                 | Wapakoneta             | 9.432                  |
| Belmont    | 67.908                 | St. Clairsville        | 5.063                  |
| Brown      | 43.956                 | Georgetown             | 3.506                  |
| Butler     | 357.888                | Hamilton               | 62.285                 |
| Carroll    | 28.516                 | Carrollton             | 3.208                  |
| Champaign  | 39.522                 | Urbana                 | 11.408                 |
| Clark      | 140.477                | Springfield            | 62.417                 |
| Clermont   | 193.490                | Batavia                | 1.690                  |
| Clinton    | 43.071                 | Wilmington             | 12.499                 |
| Columbiana | 108.698                | Lisbon                 | 3.011                  |
| Coshocton  | 36.341                 | Coshocton              | 11.457                 |
| Crawford   | 44.227                 | Bucyrus                | 12.328                 |
| Cuyahoga   | 1.295.958              | Cleveland              | 438.042                |
| Darke      | 52.205                 | Greenville             | 12.845                 |
| Defiance   | 38.543                 | Defiance               | 15.998                 |
| Delaware   | 160.865                | Delaware               | 32.986                 |
| Erie       | 77.323                 | Sandusky               | 25.861                 |
| Fairfield  | 141.318                | Lancaster              | 36.950                 |
| Fayette    | 28.308                 | Washington Court House | 14.192                 |
| Franklin   | 1.118.107              | Columbus               | 747.755                |
| Fulton     | 42.562                 | Wauseon                | 7.278                  |
| Gallia     | 30.841                 | Gallipolis             | 4.174                  |
| Geauga     | 95.029                 | Chardon                | 5.236                  |
| Greene     | 154.656                | Xenia                  | 23.656                 |
| Guernsey   | 40.409                 | Cambridge              | 11.280                 |
| Hamilton   | 842.369                | Cincinnati             | 332.458                |
| Hancock    | 74.204                 | Findlay                | 37.492                 |
| Hardin     | 31.650                 | Kenton                 | 8.050                  |
| Harrison   | 15.506                 | Cadiz                  | 3.308                  |
| Henry      | 28.931                 | Napoleon               | 8.888                  |
| Highland   | 42.653                 | Hillsboro              | 6.671                  |
| Hocking    | 28.959                 | Logan                  | 7.417                  |
| Holmes     | 41.369                 | Millersburg            | 3.588                  |
| Huron      | 59.801                 | Norwalk                | 16.596                 |
| Jackson    | 33.314                 | Jackson                | 6.168                  |
| Jefferson  | 68.730                 | Steubenville           | 18.864                 |
| Knox       | 58.961                 | Mount Vernon           | 15.950                 |
| Lake       | 233.392                | Painesville            | 18.109                 |
| Lawrence   | 62.609                 | Ironton                | 11.320                 |
| Licking    | 156.985                | Newark                 | 47.176                 |
| Logan      | 46.279                 | Bellefontaine          | 12.737                 |
| Lorain     | 302.260                | Elyria                 | 55.059                 |
| Lucas      | 441.910                | Toledo                 | 295.029                |
| Madison    | 41.499                 | London                 | 9.545                  |
| Mahoning   | 240.420                | Youngstown             | 73.818                 |
| Marion     | 65.248                 | Marion                 | 35.686                 |
| Medina     | 169.832                | Medina                 | 26.206                 |
| Meigs      | 22.895                 | Pomeroy                | 1.968                  |
| Mercer     | 40.888                 | Celina                 | 10.255                 |
| Miami      | 101.038                | Troy                   | 22.011                 |
| Monroe     | 14.258                 | Woodsfield             | 2.429                  |
| Montgomery | 538.104                | Dayton                 | 155.461                |
| Morgan     | 14.613                 | McConnelsville         | 1.706                  |
| Morrow     | 34.520                 | Mount Gilead           | 3.531                  |
| Muskingum  | 85.333                 | Zanesville             | 25.116                 |
| Noble      | 14.096                 | Caldwell               | 1.990                  |
| Ottawa     | 41.084                 | Port Clinton           | 6.198                  |
| Paulding   | 19.182                 | Paulding               | 3.367                  |
| Perry      | 34.839                 | New Lexington          | 4.538                  |
| Pickaway   | 53.809                 | Circleville            | 13.648                 |
| Pike       | 27.918                 | Waverly City           | 4.397                  |
| Portage    | 155.869                | Ravenna                | 11.422                 |
| Preble     | 41.739                 | Eaton                  | 8.042                  |
| Putnam     | 34.635                 | Ottawa                 | 4.428                  |
| Richland   | 125.679                | Mansfield              | 49.675                 |
| Ross       | 75.398                 | Chillicothe            | 22.187                 |
| Sandusky   | 60.997                 | Fremont                | 16.779                 |
| Scioto     | 75.958                 | Portsmouth             | 20.133                 |
| Seneca     | 56.705                 | Tiffin                 | 17.363                 |
| Shelby     | 48.834                 | Sidney                 | 20.019                 |
| Stark      | 378.664                | Canton                 | 78.319                 |
| Summit     | 543.487                | Akron                  | 207.934                |
| Trumbull   | 213.475                | Warren                 | 44.270                 |
| Tuscarawas | 91.398                 | New Philadelphia       | 17.339                 |
| Union      | 47.234                 | Marysville             | 17.622                 |
| Van Wert   | 28.889                 | Van Wert               | 10.269                 |
| Vinton     | 13.372                 | McArthur               | 2.034                  |
| Warren     | 204.390                | Lebanon                | 20.416                 |
| Washington | 61.576                 | Marietta               | 14.153                 |
| Wayne      | 113.554                | Wooster                | 26.010                 |
| Williams   | 38.378                 | Bryan                  | 8.299                  |
| Wood       | 125.399                | Bowling Green          | 29.884                 |
| Wyandot    | 22.471                 | Upper Sandusky         | 6.418                  |